# جاشوا کینگ (ریاضی‌دان)
جاشوا کینگ (انگلیسی: Joshua King؛ ۱۶ ژانویهٔ ۱۷۹۸ – ۱ سپتامبر ۱۸۵۷) ریاضی‌دان اهل بریتانیا بود. 